# Römergrab von Nehren

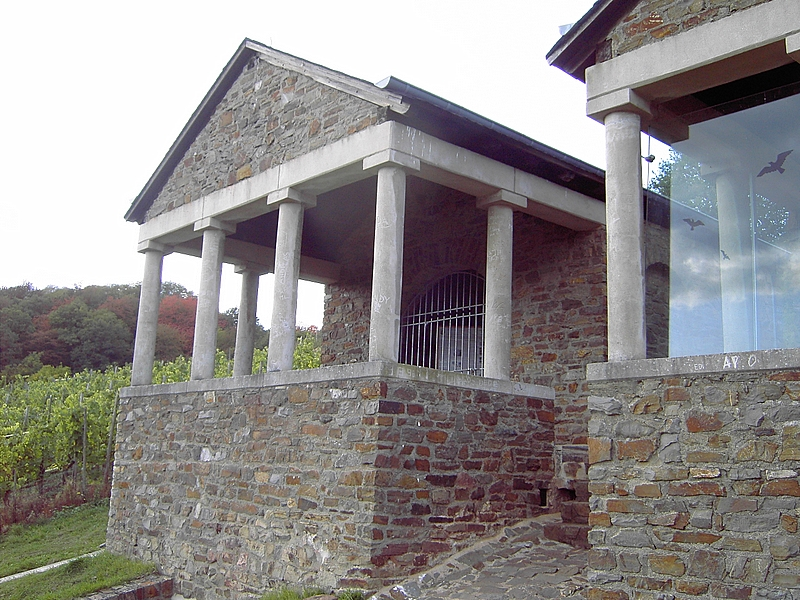
Blick auf die römische Grabanlage

Das Römergrab von Nehren ist eine aus dem 3. bis 4. Jahrhundert n. Chr. stammende in der Nähe des rheinland-pfälzischen Ortes Nehren im Landkreis Cochem-Zell entdeckte römische Grabstätte. Diese enthält die besterhaltenen Gewölbemalereien nördlich der Alpen.

## Entdeckungsgeschichte und Restaurierung
Die Grabkammer war der einheimischen Bevölkerung schon seit langem bekannt. Sie wurde jedoch nicht weiter untersucht und blieb teilweise verschüttet.
Im Jahre 1912 besichtigte und zeichnete Paul Steiner die Grabkammern. Die Skizzen erregten 1920 Aufmerksamkeit und führten dazu, dass die Grabkammern 1924 im Detail von Daniel Krencker untersucht wurden. Er nahm jedoch keine Grabungen vor. Neben Zeichnungen des Grundrisses und der erkennbaren Wände entstand eine Bestandsliste der oberflächlich erkennbaren Bestandteile. Erstmals wurden Beschreibungen der Wandmalereien angefertigt.
Es dauerte bis zum Jahre 1973, ehe das Landesamt für Vor- und Frühgeschichte in Koblenz eine detaillierte Untersuchung der Grabanlage begann. Erstmals wurden Grabungen durchgeführt und eine zweite Grabkammer entdeckt. Nach Vorliegen sämtlicher Daten entschloss man sich, den Grabtempel zu rekonstruieren.
Die Arbeiten am Tempel 1 wurden im November 1975, die am Tempel 2 im September 1976 beendet. Im Anschluss begann man damit, die Malereien in Grabkammer 1 zu säubern. 1977 wurden durch Drainagearbeiten die alten römischen Tuffsteintraufrinnen zerstört, die als Wasserableitung dienten.
Mehrere Wissenschaftler erstellten im Jahre 1978 ein Gutachten über die Wandmalereien. Im gleichen Jahr wurde ein Hangschnitt in der Cella der Grabkammer I durchgeführt. Am Ende des Jahres sicherte ein Restaurator den römischen Putz, um Locker- und Hohlstellen zu sichern. Kurz danach wurde die West- und Nordfront der Kammer gesichert.
Im Jahre 1979 wurde der Boden der Cella und der Vorhalle aufgenommen und eine Isolierschicht angebracht. Anschließend wurde der Plattenbelag wieder verlegt. Eine photogrammetrische Messung der kompletten Kammer 1 lieferte erstmals eine entzerrte Zeichnung der Wandbemalung.
1986 untersuchte man bisher unbeachtete Steinhaufen unterhalb der Grabkammer und erkannte, dass es sich um Bruchstücke der inzwischen restaurierten Grabkammer 1 handelte.
1999 wurde die Wasserableitung aus der Cellavorhalle instand gesetzt.
Im Jahre 2003 wurde durch die Fachhochschule Köln die Konservierung, Sanierung und Restaurierung der umweltgeschädigten Grabanlage begonnen. Man ist bemüht, die Luftfeuchte in der Grabkammer konstant zu halten, da die Feuchtigkeitsschwankungen zu Schäden führen.

## Kontext
Die Gräber gehören zu einem römischen Gutshof einer wohlhabenden Großgrundbesitzerfamilie (Villa Rustica). Dieser Gutshof lag an einer Römerstraße, die hier – von Senheim kommend – die Mosel auf einer Furt überquerte. Überbleibsel dieses Hofs, zum Beispiel römische Keramik, finden sich auch noch in Nehren.

## Aufbau der Grabanlage

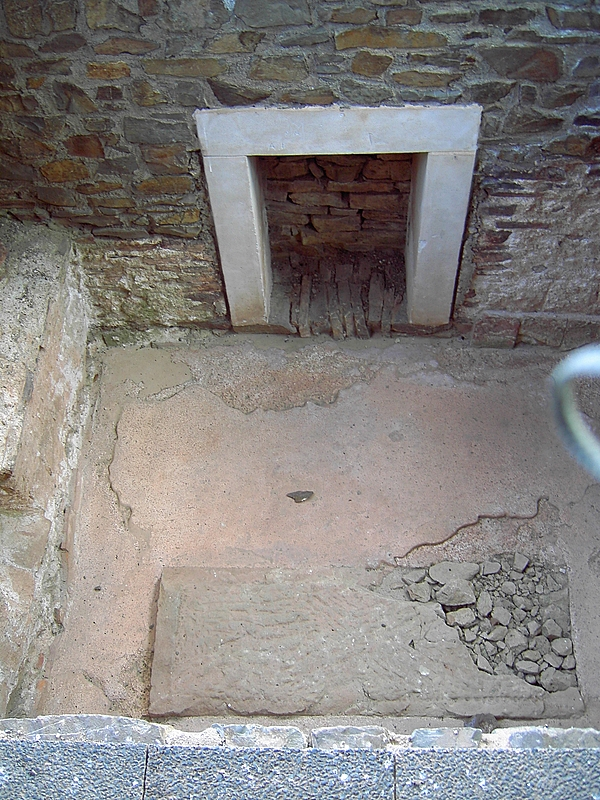
Blick in eines der Gräber

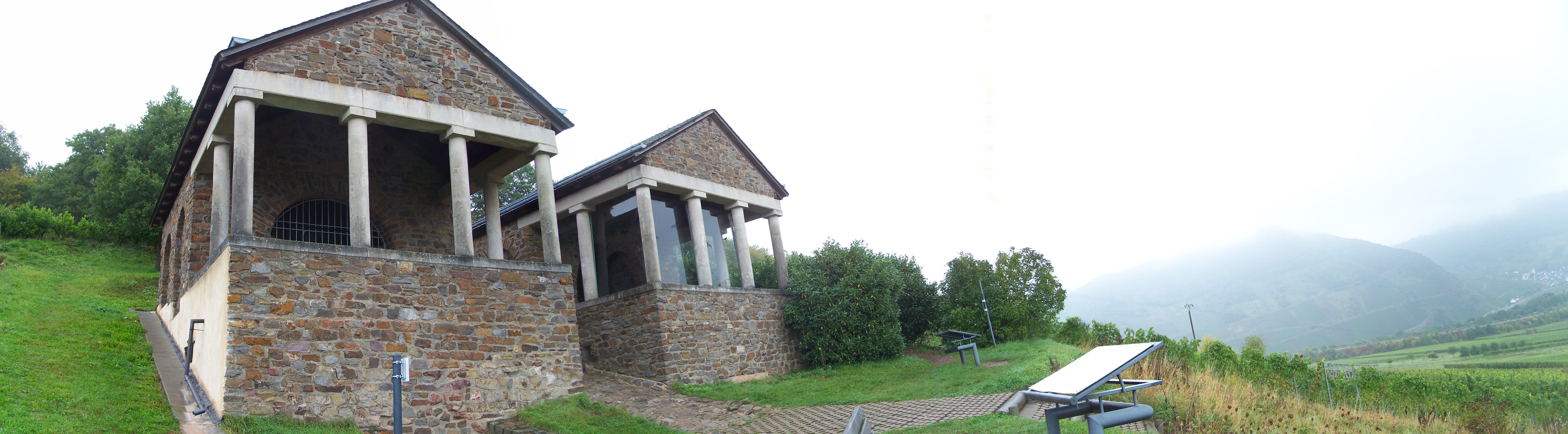
Panorama des Grabes

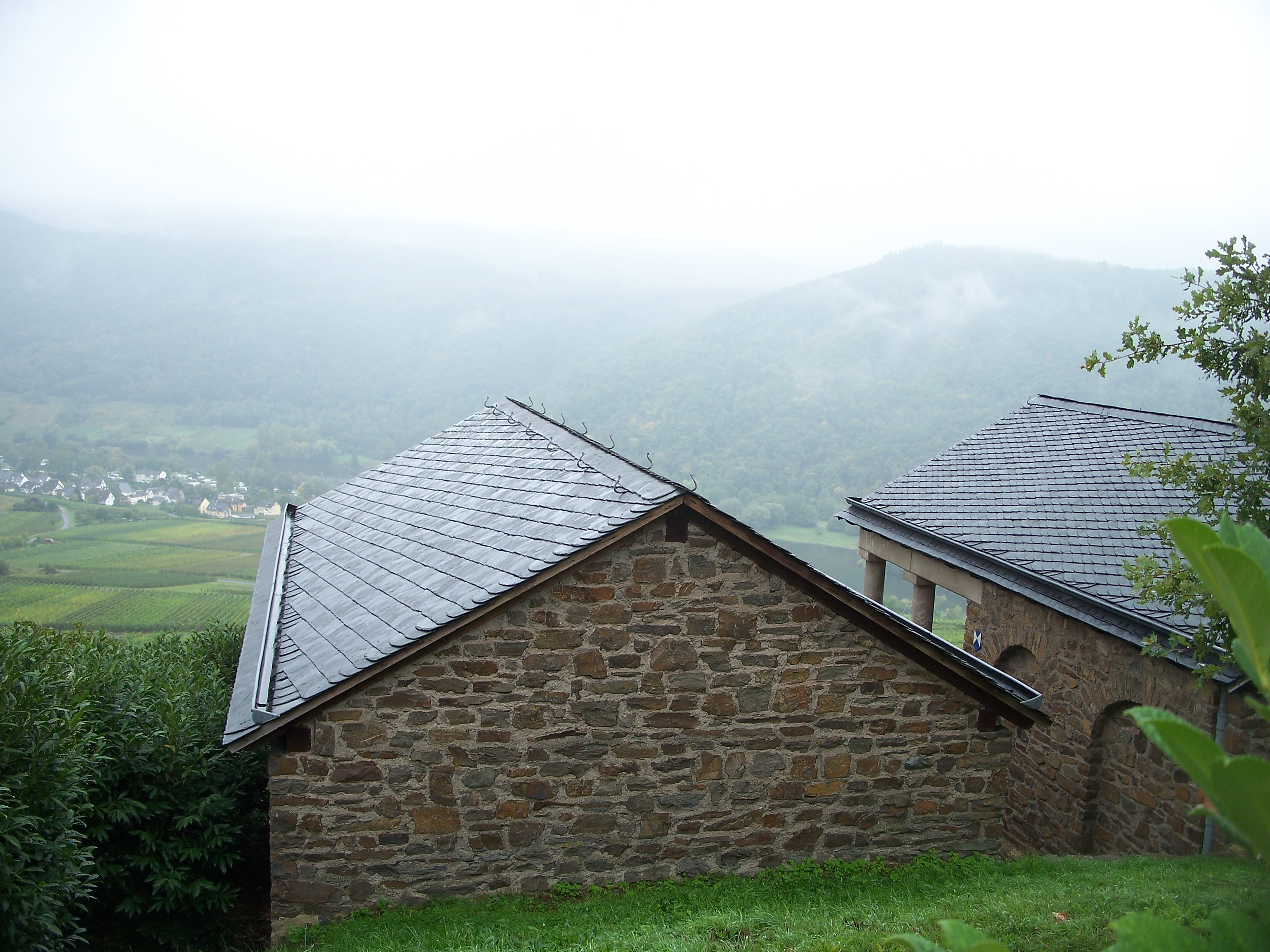
Rückseite mit Blick ins Tal

Die Grabanlage besteht aus zwei etwa gleich großen zweigeschossigen Grabkammern. Sie besitzen die Maße 3 × 4 Metern. Die Oberbauten sind in Form von Grabtempeln gestaltet. Sie wurde in einem Hang mit einer Neigung von 30° errichtet. Die westliche Grabkammer 1 ist komplett erhalten geblieben und die Originalbemalung besteht noch, während die östliche Grabkammer 2 nur noch teilweise intakt ist.
Das Fundament der Grabkammern besteht aus Grauwacke und ist gegen die Felswand gemauert. Hierzu wurden Ziegel verwendet. Auf dem Boden verlegte man zwei Zentimeter starke, zweifarbige Steinplatten. Diese bestehen aus grünem Diabas und grauem Marmor. Dolomitkalk diente als Mörtel. Denselben Ursprung hat der Wandputz.
Die Farbpalette der Wandmalerei besteht aus gelbem und rotem Ocker. Zur Herstellung einer rosaroten Farbe benutzte man Kalkbeimischungen. Außerdem wurde grüne Erde und Rebschwarz verwendet.

## Wandmalerei
Breite rote Bänder trennen die beiden Hauptzonen horizontal voneinander. Jede Wandfläche wird von diesen Bändern umrahmt. Hochrechteckige Segmente wurden als Gitterwerk auf das Mauerwerk gemalt. Im oberen Teil dekorieren rote Schmuckbinden das Gitterwerk.
Die Malerei der Stirnseiten beider Gräber ist dreigegliedert, wobei jeweils eine rote Schleife von gelben bzw. grauen Bändern verziert ist.
Das Gewölbe weist eine achteckige rote Kassette auf, das von einem schwarzen Band verziert ist. Weitere halbierte Kassetten verbinden die Zentralkassette mit den Gewölbeseiten.
Grünes Blattwerk wurde in die entstehenden Zwischenräume eingefügt. Zusätzlich wurden dunkle Früchte hinein gezeichnet. Rote Blumen und grünes Blattwerk befinden sich in den drei Nischen der Grabkammer.